# Ann Grill
Ann Grill, tidigare Granhammer, född 21 augusti 1948 i Stockholm, är en svensk konstnär och författare. Grill ingick sedan bildandet 1971 i gruppen som startade Byteatern.